# 디킬주

디킬주의 위치

디킬주(Dikhil)는 지부티 남부에 위치한 주로 주도는 디킬이며 면적은 7,200km2, 인구는 99,336명(2015년 기준), 인구 밀도는 14명/km2이다. 북쪽으로는 타주라주, 북동쪽으로는 아르타주, 동쪽으로는 알리사비에주와 접하며 남쪽과 서쪽으로는 에티오피아와 국경을 접한다.